# Дружба (Хабаровский край)

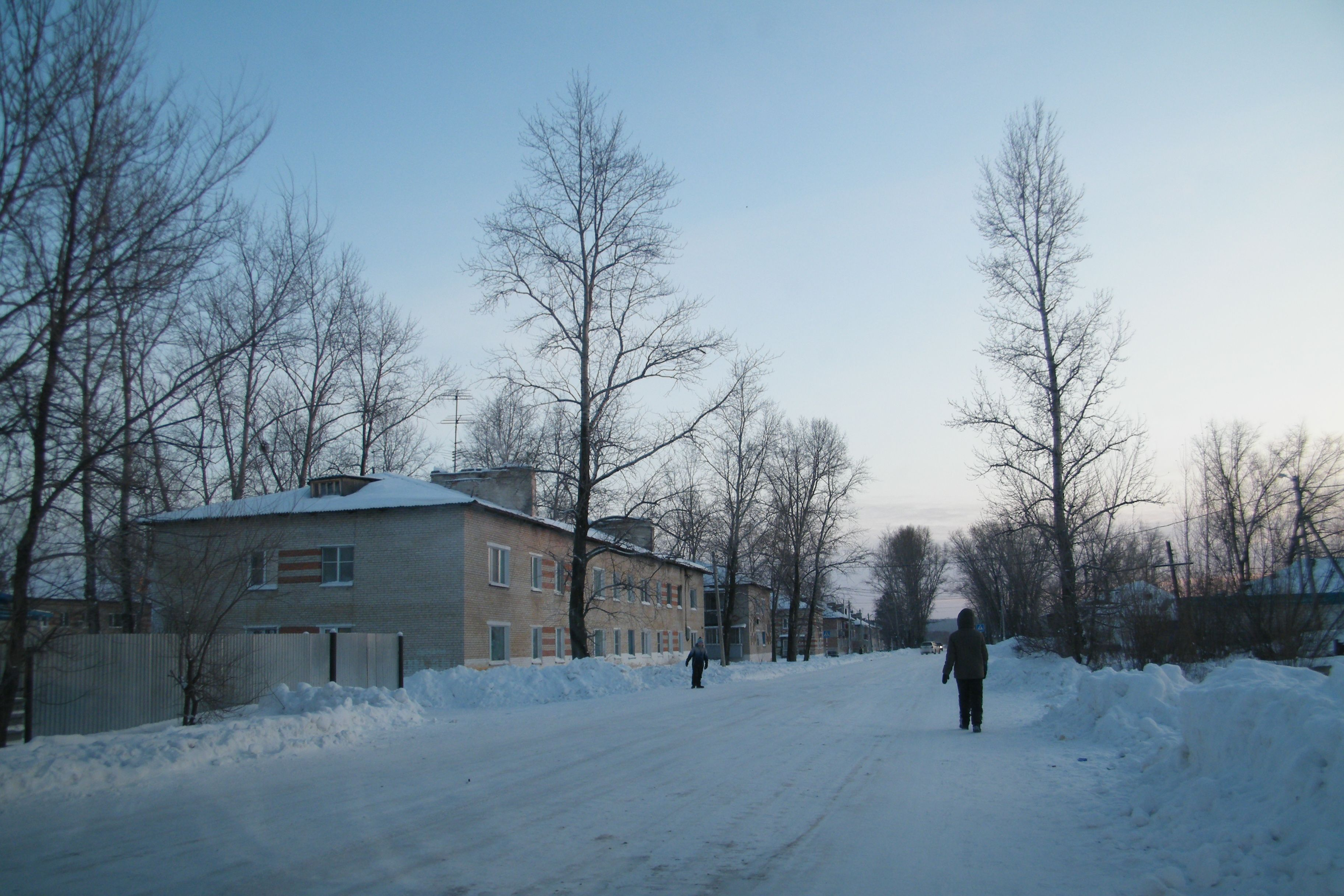

Дру́жба — село в Хабаровском районе Хабаровского края. Административный центр Дружбинского сельского поселения.

## География
Село Дружба находится в долине реки Малая Сита (левый приток Ситы), на реке построена плотина, образовано водохранилище, используемое для орошения полей.
Через чело проходит автодорога Ильинка — Лесное, из окрестностей села идёт дорога на Чёрную Речку.

## История
В 1963 году указом Президиума Верховного Совета РСФСР посёлку первого отделения Некрасовского совхоза присвоено наименование Дружба.

## Население
| 1992 | 2002  | 2010  | 2011  | 2012  | 2021  |
| ---- | ----- | ----- | ----- | ----- | ----- |
| 2200 | ↘2106 | ↘1946 | ↗1952 | ↘1946 | ↘1921 |

## Улицы
| - ул. Берёзовая, - ул. Зелёная, - пер. Комсомольский, - ул. Купеческая, | - ул. Новая, - ул. Садовая, - ул. Совхозная, - ул. Украинская, | - ул. Фабричная, - ул. Центральная, - ул. Школьная, - ул. Юбилейная. |

## Экономика
- Сельскохозяйственные предприятия Хабаровского района.
- В окрестностях села находятся садоводческие общества хабаровчан.